# Freddy Derwahl
Freddy Derwahl (Eupen, Belgique, le 16 novembre 1946) est un journaliste et écrivain belge originaire des Cantons de l'Est.

## Donnés biographiques
Freddy Derwahl étudia la littérature et la sociologie à Louvain, Aix-la-Chapelle et Paris, puis travailla comme journaliste et correspondant à Bruxelles du Aachener Volkszeitung (aujourd’hui Aachener Zeitung). De 1972 à 1974 il fut attaché de presse de plusieurs ministres belges, puis en 1975 il rejoignit le Belgisches Rundfunk- und Fernsehzentrum germanophone dont il dirigea la rédaction culturelle pendant dix années. Depuis 2007 il s'est voué exclusivement à la littérature.
Freddy Derwahl est membre du PEN club international, boursier de la Fondation Roi Baudouin et lauréat de différents prix littéraires. De l’avis du journal allemand Frankfurter Allgemeine Zeitung (FAZ), il est le plus connu des écrivains belges en langue allemande.

## Œuvre
Les poèmes et récits de voyage de Freddy Derwahl sont parus dans le FAZ et Die Zeit, entre autres. Il a publié des livres et des volumes de photos sur le mont Athos dans le nord de la Grèce.  En 1987, il publia le roman Der Mittagsdaemon (Le Démon de midi, éditions Styria), loué par Heinrich Böll et Reiner Kunze. Suivirent le récit autobiographique Das Haus im Farn (La Maison dans la fougère, 1990) et Der kleine Sim sur les années liégeoises de Georges Simenon (Le Petit Sim, 1993, tous les deux chez GEV). Les éditions Pattloch publièrent Eremiten – die Abenteurer der Einsamkeit (Érémistes – l’aventure de la solitude, 2000), qui inspira deux documentaires tournés par Arte, la télévision bavaroise (Bayerischer Rundfunk, la BRF ainsi que l'ORF ; la biographie Johannes XXIII (Jean XXIII) ; le double portrait du pape Benoît XVI et Hans Küng, Der mit dem Fahrrad und der mit dem Alfa kam (Celui qui arriva à vélo et celui qui arrive en Alfa).
Son roman le plus récent est Bosch in Belgien (Bosch en Belgique, GEV, 2006), qui va paraître en catalan aux éditions Pabst & Pesch début 2010. En 2009, Freddy Derwahl publia la biographie d'un célèbre moine bénédictin, Anselm Grün : Sein Leben (Anselm Grün : sa vie, aux éditions Vier Türme, 2009), qui paraîtra en français aux éditions Albin Michel, ainsi qu’en espagnol chez Sal Terrae, Santander.
Au présent, Freddy Derwahl est particulièrement voué à la poésie.